# Mihai Stănescu (actor)
Mihai Stănescu (n. 8 februarie 1983, Ploiești, România) este un actor român.

## Biografie
Mihai Stănescu s-a născut la Ploiesti.
A absolvit Liceul Spiru Haret și în 2004 Universitatea Națională de Artă Teatrală și Cinematografică. 
Primul său rol de film a fost în Duhul năzdrăvan (The Incredible Genie, 1999), care a fost regizat de Alexander Cassini și produs de Castel Film Romania și Full Moon Entertainment.
În 2018, a apărut în rolul titular în filmul TVR regizat de Dominic Dembinski, Apostolul Bologa, care a fost bazat pe romanul  Pădurea spânzuraților de Liviu Rebreanu. Alături de ceilalți membri ai distribuției (Răzvan Vasilescu, Alexandru Repan, Cristi Iacob, Adrian Titieni, Ion Haiduc, Marius Bodochi, Bogdan Nechifor, Andreea Vasile, Demeter Andras, Meda Victor, Mihai Bica, Andrada Fuscaș, Mircea Postelnicu, George Constantinescu și Albert Demeter) Mihai Stănescu este considerat un actor important al cinematografiei românești.

## Filmografie parțială
- Happy End (2006) - George Costea zis Geo
- Atingerea diavolului (2007) - Jean-Michele
- Dincolo de America (2008) - zidarul Manu Gheorghiu zis Mutu
- Tot' e bine (2008)
- O poveste de dragoste, Lindenfeld (2013)  - Erich
- Printre inamici (2013)
- Dimineața care nu se va sfârși (2015)
- Capace sau 7 de inimă roșie (2017)
- Apostolul Bologa (2018) - Apostol Bologa